# Joan Baptista Capell i Blanc
Joan Baptista Capell i Blanc (Torregrossa, Pla d'Urgell, 15 d'agost de 1769 - Trillo, Guadalajara, 26 de juliol de 1801), conegut com a Joan B. Capell, va ser un cantant i compositor català.
Joan B. Capell va pertànyer a una família de pagesos de Torregrossa on ella era el segon de sis germans. Estigué relacionat amb el món de la música des de ben petit, i Teresa Sales i Aldomà li costejà els estudis musicals. Es va traslladar a Madrid on va ocupar el càrrec de baix a la capella de l'encarnació. Entra al món de la música a través el baix, això, li va permetre accedir a diferents càrrecs per tot Espanya. Finalment, es va instal·lar a Trillo, on fou mestre de la Confraria de Nostra Senyora de la Soledat fins a la seva mort.

## Biografia
Joan Baptista Capell i Blanc va néixer el 15 d'agost del 1969 en el si d'una família pagesa de Torregrossa, una petita població de la comarca del Pla d'Urgell, i era el segon de sis germans. De molt jove es traslladà a Lleida sota la protecció de Teresa Sales i Aldomà que li costejà els estudis musicals i, un cop finalitzats, es traslladà a Madrid on va ocupar el càrrec de baix a la capella de l'Encarnació. Poc temps després, el 1792, tornà a Lleida per saldar els seus deutes amb Teresa Sales, fet que vindria a demostrar la prosperitat que havia aconseguit a la capital de l'Estat espanyol.
El novembre del 1798 va obtenir la plaça de baix a la Capella Reial de Madrid, càrrec que va desenvolupar només durant tres anys i quatre mesos, i per fer-ho Capel va haver de prendre els ordes menors; disposava d'un sou de sis mil rals anuals i l'opció a ocupar la primera vacant a les cordes.

### Instal·lació a Trillo i defunció
Anys més tard, s'instal·là a Trillo, Guadalajara (Castella - la Manxa), on fou mestre de la Confraria de Nostra Senyora de la Soledat i on morí el 26 de juliol de 1801, amb trenta-dos anys. Fou enterrat a la capella major de la parròquia d'aquesta localitat.
Segons han comentat alguns autors, va ser molt estimat entre els seus contemporanis tant per la seva notable veu i excel·lent escola de cant com per la seva personalitat.

## Obres seleccionades
- Goigs a Nostra Senyora del Pilar a 8 veus
- Missa a 8 veus amb acompanyament de violins, oboès i trompes